# Coupe du monde de combiné nordique 2015-2016
Navigation
2014–2015 2016–2017
La coupe du monde de combiné nordique 2015-2016 est la 33e édition de la coupe du monde de combiné nordique, compétition de combiné nordique organisée annuellement. Elle se déroule du 28 novembre 2015 au 6 mars 2016.
Les conditions météorologiques ont perturbé cette édition de la coupe du monde avec des courses annulées ou reportées. La saison a débuté à Lillehammer en Norvège puis la coupe du monde a fait étape à Ramsau am Dachstein en Autriche, en France à Chaux-Neuve, une seconde fois en Autriche à Seefeld, en Norvège à Oslo et Trondheim, puis en Finlande à Lahti et Kuopio, en Italie dans le Val di Fiemme, pour s'achever à Schonach pour la coupe de la Forêt-noire qui fête là son cinquantième anniversaire.
En l'absence de Jeux olympiques ou de championnats du monde, la coupe du monde est la principale compétition de l'hiver pour les athlètes. Elle est remportée pour la quatrième fois consécutive par l'Allemand Eric Frenzel. Il est le second athlète après Hannu Manninen à réussir cette performance. Il devance le Japonais Akito Watabe et son compatriote Fabian Riessle.

## Organisation de la compétition

### Programme et sites de compétition
| Le calendrier de la saison prévoit 23 épreuves. Elles se déroulent en douze étapes, sur autant de sites de compétition. L'intégralité des sites de compétitions se trouvent en Europe : - Finlande : trois sites (Ruka, Lahti & Kuopio) ; - Norvège : trois sites (Lillehammer, Oslo & Trondheim) ; - Allemagne : deux sites (Klingenthal & Schonach) ; - Autriche : deux sites (Ramsau & Seefeld) ; - France : un site (Chaux-Neuve) ; - Italie : un site (Val di Fiemme). La coupe du monde retourne pour la première fois depuis novembre 2001 à Kuopio afin de marquer le centième anniversaire de la Puijon Kisat. Schonach célèbre le cinquantième anniversaire de la coupe de la Forêt-noire à l’occasion de cette édition de la compétition. L'étape de Chaux-Neuve fête ses 20 ans. |

| \| Ruka Lillehammer Ramsau Klingenthal Schonach Chaux-Neuve Seefeld Oslo Trondheim Lahti Kuopio Val di Fiemme \| Les sites des épreuves |
| Ruka Lillehammer Ramsau Klingenthal Schonach Chaux-Neuve Seefeld Oslo Trondheim Lahti Kuopio Val di Fiemme                              |

| Ruka Lillehammer Ramsau Klingenthal Schonach Chaux-Neuve Seefeld Oslo Trondheim Lahti Kuopio Val di Fiemme |

### Format des épreuves
Sur les 23 épreuves prévues, le calendrier compte dix-neuf épreuves individuelles, deux épreuves par équipes et deux sprints par équipes. Deux changements interviennent par rapport au règlement de la saison passée. La valeur d'un mètre sur un grand tremplin (d'une taille, désignée par HS pour hill size, supérieure à 110) passe de 1,5 à 1,8 points afin de maintenir l'équilibre entre les deux disciplines. Le second changement concerne le nombre d'athlètes engagés par compétition : il est désormais limité à 6 par équipe, auxquels peuvent être ajoutés des athlètes de coupe continentale.

#### Individuel
Les athlètes exécutent premièrement un saut sur un tremplin suivi d’une course de ski de fond de 10 km qui consiste à parcourir quatre boucles de 2,5 km. À la suite du saut, des points sont attribués pour la longueur et le style. Le départ de la course de ski de fond s'effectue selon la méthode Gundersen (1 point = 4 secondes), le coureur occupant la première place du classement de saut s’élance en premier, et les autres s’élancent ensuite dans l’ordre fixé. Le premier skieur à franchir la ligne d’arrivée remporte l’épreuve,,,.
Les trente premiers athlètes à l'arrivée marquent des points suivants la répartition suivante :
| Place | Points | Place | Points | Place | Points |
| ----- | ------ | ----- | ------ | ----- | ------ |
| 1er   | 100    | 11e   | 24     | 21e   | 10     |
| 2e    | 80     | 12e   | 22     | 22e   | 9      |
| 3e    | 60     | 13e   | 20     | 23e   | 8      |
| 4e    | 50     | 14e   | 18     | 24e   | 7      |
| 5e    | 45     | 15e   | 16     | 25e   | 6      |
| 6e    | 40     | 16e   | 15     | 26e   | 5      |
| 7e    | 36     | 17e   | 14     | 27e   | 4      |
| 8e    | 32     | 18e   | 13     | 28e   | 3      |
| 9e    | 29     | 19e   | 12     | 29e   | 2      |
| 10e   | 26     | 20e   | 11     | 30e   | 1      |

#### Épreuve par équipes
Chaque équipe comprend quatre coureurs qui effectuent individuellement un saut sur le tremplin. On additionne ensuite les résultats de chaque membre de l’équipe. L’équipe qui obtient le pointage total le plus élevé sera la première équipe à partir dans la partie du ski de fond qui consiste en un relais 4 × 5 kilomètres. Comme dans les épreuves individuelles, on détermine les temps de départ dans un ordre fixés selon le tableau de Gundersen. L’équipe dont le premier skieur franchit la ligne d’arrivée remporte l’épreuve,.
Les nations ne peuvent engager qu'une équipe pour cette épreuve. Les huit premières équipes à l'arrivée marquent des points suivants la répartition suivante:
| Place  | 1er | 2e  | 3e  | 4e  | 5e  | 6e  | 7e  | 8e |
| ------ | --- | --- | --- | --- | --- | --- | --- | -- |
| Points | 400 | 350 | 300 | 250 | 200 | 150 | 100 | 50 |

#### Sprint par équipes
Cette épreuve est composée par équipe de deux. Les deux athlètes effectuent un saut chacun et des points sont attribués pour la longueur et le style. Le départ de la course de fond s'effectue selon la cotation suivante (1 point = 2 secondes). Un des athlètes occupant la première place du classement de saut s’élance en premier, et les autres s’élancent ensuite dans l’ordre fixé. La course de fond de 2 × 7,5 kilomètres avec changement d’athlète tous les 1,5 kilomètre. Le premier athlète à franchir la ligne d’arrivée remporte l’épreuve.
Les nations ne peuvent engager plus de deux équipes pour cette épreuve. Les huit premières équipes à l'arrivée marquent des points suivants la répartition suivante:
| Place  | 1er | 2e  | 3e  | 4e  | 5e  | 6e | 7e | 8e |
| ------ | --- | --- | --- | --- | --- | -- | -- | -- |
| Points | 200 | 175 | 150 | 125 | 100 | 75 | 50 | 25 |

#### «Trois jours du combiné nordique»
Il s'agit d'un « temps fort » de la saison avec un règlement spécifique. La compétition se déroule sur trois jours consécutifs avec une course par jour. Les résultats se reportent de jour en jour : quatre secondes de retard sur le vainqueur du jour valent une pénalité d'un point lors du concours de saut du lendemain. Le vainqueur des Trois Jours du combiné nordique est l'athlète qui passe la ligne en premier lors de la troisième course. Lors du premier jour, tous les athlètes peuvent participer à la course qui est composé d'un saut et de 5 kilomètres en ski de fond. Le deuxième jour, les cinquante premiers athlètes de la première course peuvent concourir à l'épreuve qui est composée d'un saut et de 10 kilomètres en ski de fond. Lors du dernier jour, les trente meilleurs athlètes de la veille participent à la course qui est composée de deux sauts et de 15 kilomètres en ski de fond.
Lors des « Trois jours du combiné nordique », le système de points est différent des autres courses de la saison, la répartition est de la façon suivante :
| Place | Jour 1 et jour 2 | Jour 3 | Place | Jour 1 et jour 2 | Jour 3 | Place | Jour 1 et jour 2 | Jour 3 |
| ----- | ---------------- | ------ | ----- | ---------------- | ------ | ----- | ---------------- | ------ |
| 1er   | 50               | 200    | 11e   | 12               | 48     | 21e   | 5                | 20     |
| 2e    | 40               | 160    | 12e   | 11               | 44     | 22e   | 5                | 18     |
| 3e    | 30               | 120    | 13e   | 10               | 40     | 23e   | 4                | 16     |
| 4e    | 25               | 100    | 14e   | 9                | 36     | 24e   | 4                | 14     |
| 5e    | 23               | 90     | 15e   | 8                | 32     | 25e   | 3                | 12     |
| 6e    | 20               | 80     | 16e   | 8                | 30     | 26e   | 3                | 10     |
| 7e    | 18               | 72     | 17e   | 7                | 29     | 27e   | 2                | 8      |
| 8e    | 16               | 64     | 18e   | 7                | 26     | 28e   | 2                | 6      |
| 9e    | 15               | 58     | 19e   | 6                | 24     | 29e   | 1                | 4      |
| 10e   | 13               | 52     | 20e   | 6                | 22     | 30e   | 1                | 2      |

### Dotation financière
Les sommes suivantes sont versées aux athlètes après chaque course :
| Place                                               | 1er    | 2e     | 3e    | 4e    | 5e    | 6e    | 7e    | 8e    | 9e    | 10e   | 11e   | 12e   | 13e   | 14e   | 15e   | 16e | 17e | 18e | 19e | 20e |
| --------------------------------------------------- | ------ | ------ | ----- | ----- | ----- | ----- | ----- | ----- | ----- | ----- | ----- | ----- | ----- | ----- | ----- | --- | --- | --- | --- | --- |
| Épreuve individuelle                                | 8 000  | 6 000  | 4 000 | 2 500 | 2 000 | 1 500 | 1 300 | 1 100 | 920   | 800   | 700   | 650   | 600   | 550   | 510   | 460 | 430 | 400 | 380 | 350 |
| Épreuve par équipes                                 | 16 000 | 10 000 | 4 000 |       |       |       |       |       |       |       |       |       |       |       |       |     |     |     |     |     |
| Sprint par équipes                                  | 12 000 | 8 000  | 4 000 | 3 000 | 2 000 | 1 000 |       |       |       |       |       |       |       |       |       |     |     |     |     |     |
| Jour 1 et 2 des « Trois jours du combiné nordique » | 4 000  | 3 000  | 2 000 | 1 250 | 1 000 | 750   | 650   | 550   | 460   | 400   | 350   | 325   | 300   | 275   | 255   | 230 | 215 | 200 | 190 | 175 |
| Jour 3 des « Trois jours du combiné nordique »      | 16 000 | 12 000 | 8 000 | 5 000 | 4 000 | 3 000 | 2 600 | 2 200 | 1 840 | 1 600 | 1 400 | 1 300 | 1 200 | 1 100 | 1 020 | 920 | 860 | 800 | 760 | 700 |

## Compétition

### Avant-saison

#### Athlètes qualifiés
Le nombre de participants autorisés par nations est calculé après chaque période (la saison est divisée en quatre périodes) en fonction :
- du FIS World Ranking qui est un indicateur qui prend notamment en compte le classement général de la compétition
- le classement de la coupe continentale

Le quota maximal est de 11 athlètes.
Sont sélectionnables :
- les athlètes nés avant l'an 2000 ;
- les athlètes ayant inscrits des points en coupe du monde ;
- les athlètes ayant inscrits des points en coupe continentale lors de la saison en cours ou lors de la saison précédente ;
- les médaillés dans les épreuves individuelles des précédents Championnats du monde junior. Ils ne se sont sélectionnables que jusqu'au début des Championnats du monde junior.

#### Favoris

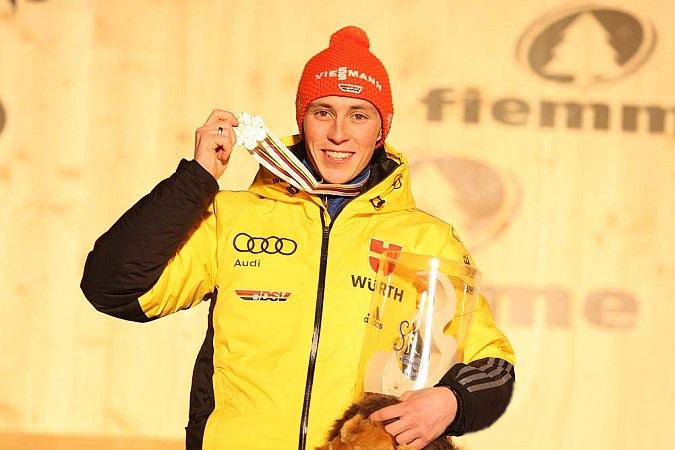
Eric Frenzel est le grand favori de la saison

Lors de cette saison, la coupe du monde est la seule compétition majeure de combiné nordique car il n'y a pas de Championnats du monde ni de Jeux olympiques. Des sportifs comme Jason Lamy Chappuis ou Sébastien Lacroix ont pris leur retraite.
Triple vainqueur de la coupe du monde et champion olympique en 2014, Eric Frenzel est le grand favori de la saison,,. Il vise une quatrième victoire consécutive, exploit que seul le Finlandais Hannu Manninen a réalisé entre 2004 et 2007.
Eric Frenzel pense qu'il y existe une forte concurrence au sein de l'équipe d'Allemagne entre Johannes Rydzek, Fabian Riessle et lui-même,. Le Japonais Akito Watabe, sur le podium final lors des quatre dernières saisons (2e en 2015), et l'Autrichien Bernhard Gruber, champion olympique en 2010, peuvent sérieusement prétendre figurer sur le podium final.
Les Norvégiens qui n'ont plus gagné cette compétition depuis 1999 seront en embuscade avec Mikko Kokslien, Jørgen Graabak, Magnus Moan ou encore Jarl Magnus Riiber tout comme les Français emmenés désormais par François Braud,. Celui-ci espère remporter sa première victoire en coupe du monde et finir les huit meilleurs du classement général. Jarl Magnus Riiber espère rentrer plusieurs fois dans le Top 10.
Avec les retraites successives de Todd Lodwick, Johnny Spillane et Bill Demong, l'équipe américaine est en reconstruction,. Elle va s'appuyer sur les deux frères Fletcher, Taylor et Bryan qui font partie des skieurs les plus rapides. Bryan Fletcher veut se battre pour le haut du classement. Taylor Fletcher s'est amélioré au tremplin lors de l'été précédent et il doit réussir en compétition afin de montrer son potentiel.

### Déroulement de la compétition

#### Ruka
Les premières épreuves de la coupe du monde, qui se déroulent traditionnellement lors du Nordic Opening, ont été annulées en raison de vents violents,,. Une course est reprogrammée à Trondheim, l'autre à Lahti. Les deux concours de sauts de la coupe du monde masculine de saut à ski 2015-2016 ont également été annulés pour cette même raison.

#### Lillehammer

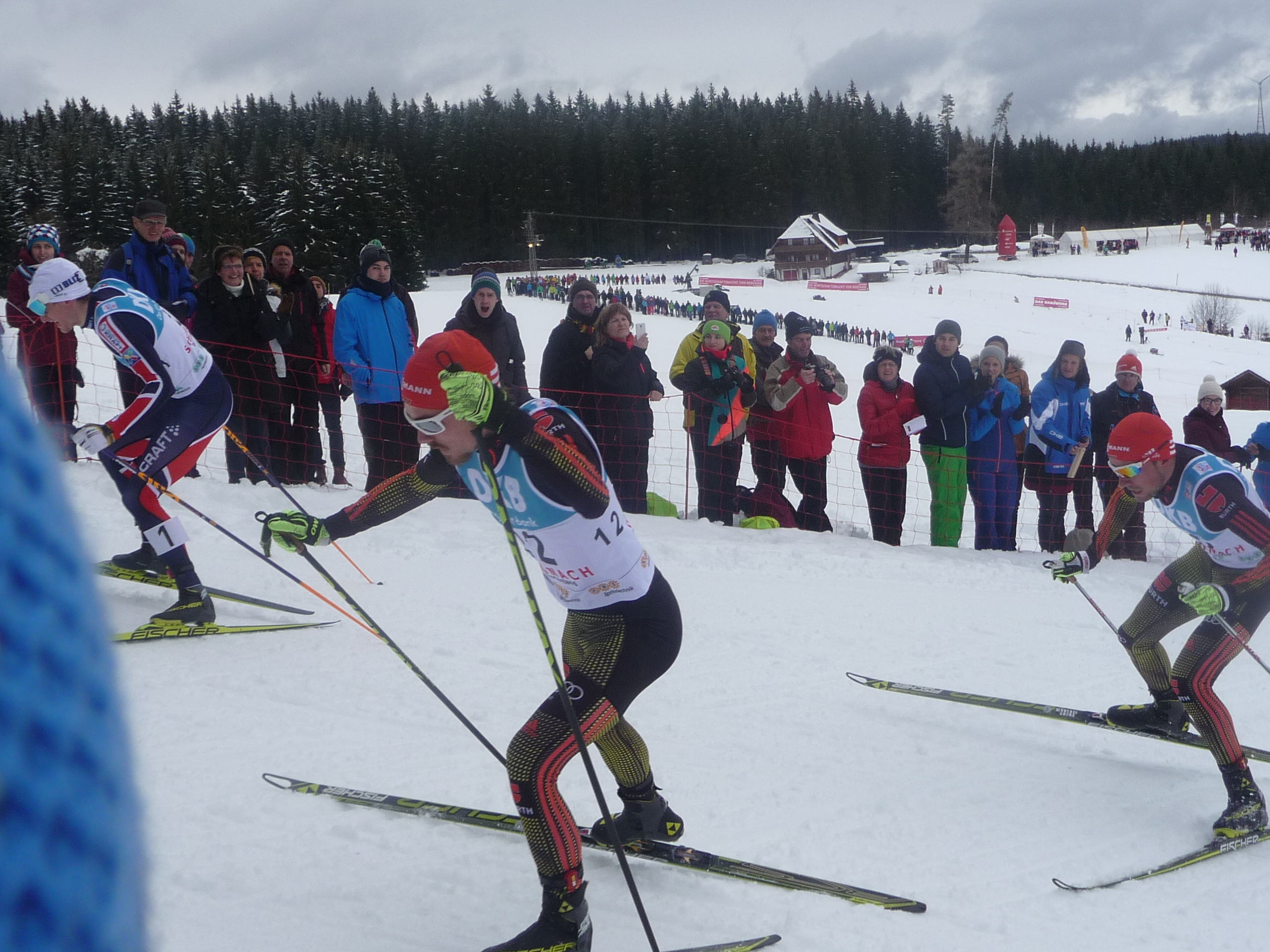
Fabian Riessle, ici à Schonach en 2016, réalise deux podiums lors des courses de Lillehammer

Le 5 décembre, en raison des annulations des deux concours de Ruka, l'épreuve par équipes est remplacé par une épreuve individuelle.
Le concours de saut est annulé en raison du vent. C'est donc le saut de réserve qui est utilisé ; celui-ci, disputé la veille, a été remporté par le Polonais Szczepan Kupczak devant l'Autrichien Fabian Steindl et le Français François Braud. Lors de ce saut, Jarl Magnus Riiber, champion de Norvège en titre et le plus grand espoir de son pays, se blesse à la réception de son saut,. Lors de la course de fond, trois coureurs se détachent en tête dès le début de la course : le Français François Braud, Fabian Riessle, membre d'une équipe d'Allemagne forte de huit coureurs, parti cinquième et le champion du monde de titre, l'Autrichien Bernhard Gruber, parti septième. Ils sont ensuite rejoints par trois coureurs supplémentaires : le Japonais Akito Watabe, l'Allemand Manuel Faisst et le Finlandais Ilkka Herola. Fabian Riessle s'isole en tête dès la mi-course et remporte sa première épreuve individuelle en coupe du monde après avoir parfois compté plus de trente secondes d'avance sur ses poursuivants. Akito Watabe est deuxième et Ilkka Herola, troisième, est pour la première fois sur un podium de coupe du monde. Cela marque le retour des Finlandais sur le podium de la coupe du monde — le dernier de ceux-ci étant la deuxième place de Janne Ryynänen le 26 novembre 2011 à Kuusamo.
Le lendemain, peu avant le saut d'entraînement, les conditions aérologiques imposent un changement de tremplin : la compétition a lieu sur le tremplin normal et non sur le grand tremplin, comme initialement prévu. Mario Seidl remporte l'épreuve de saut avec un bond à 101 mètres devant le Polonais Szczepan Kupczak, vainqueur du saut de réserve disputé le 4 décembre 2016, tandis que l'Autrichien Wilhelm Denifl est troisième. Les écarts sont faibles : le Polonais est à 5 secondes et Wilhelm Denifl à 19 secondes. Eric Frenzel est sixième à 22 secondes devant Akito Watabe à 30 secondes. Vainqueur la veille, Fabian Riessle est à 43 secondes devant Magnus Moan à 48 secondes. La course donne rapidement lieu à la formation d'un groupe de tête d'une dizaine de coureurs, dont les coureurs présents sur le podium de la veille, auxquels s'ajoutent l'Allemand Eric Frenzel, triple vainqueur en titre de la compétition, et le Norvégien Magnus Krog, qui ne cesse d'attaquer, prenant parfois quelques mètres d'avance mais ne parvenant pas à les conserver. Il finit par s'isoler en tête, en compagnie de l'Autrichien Lukas Klapfer et de l'Allemand Fabian Riessle, vainqueur la veille. Ce trio est poursuivi par le Champion du monde en titre, l'Autrichien Bernhard Gruber, qui ne réussira pas à les rejoindre avant l'arrivée. Magnus Krog remporte la victoire en solitaire, quelques mètres devant Riessle qui a doublé Klapfer dans le sprint final et conserve son maillot jaune de leader du classement général.

#### Ramsau

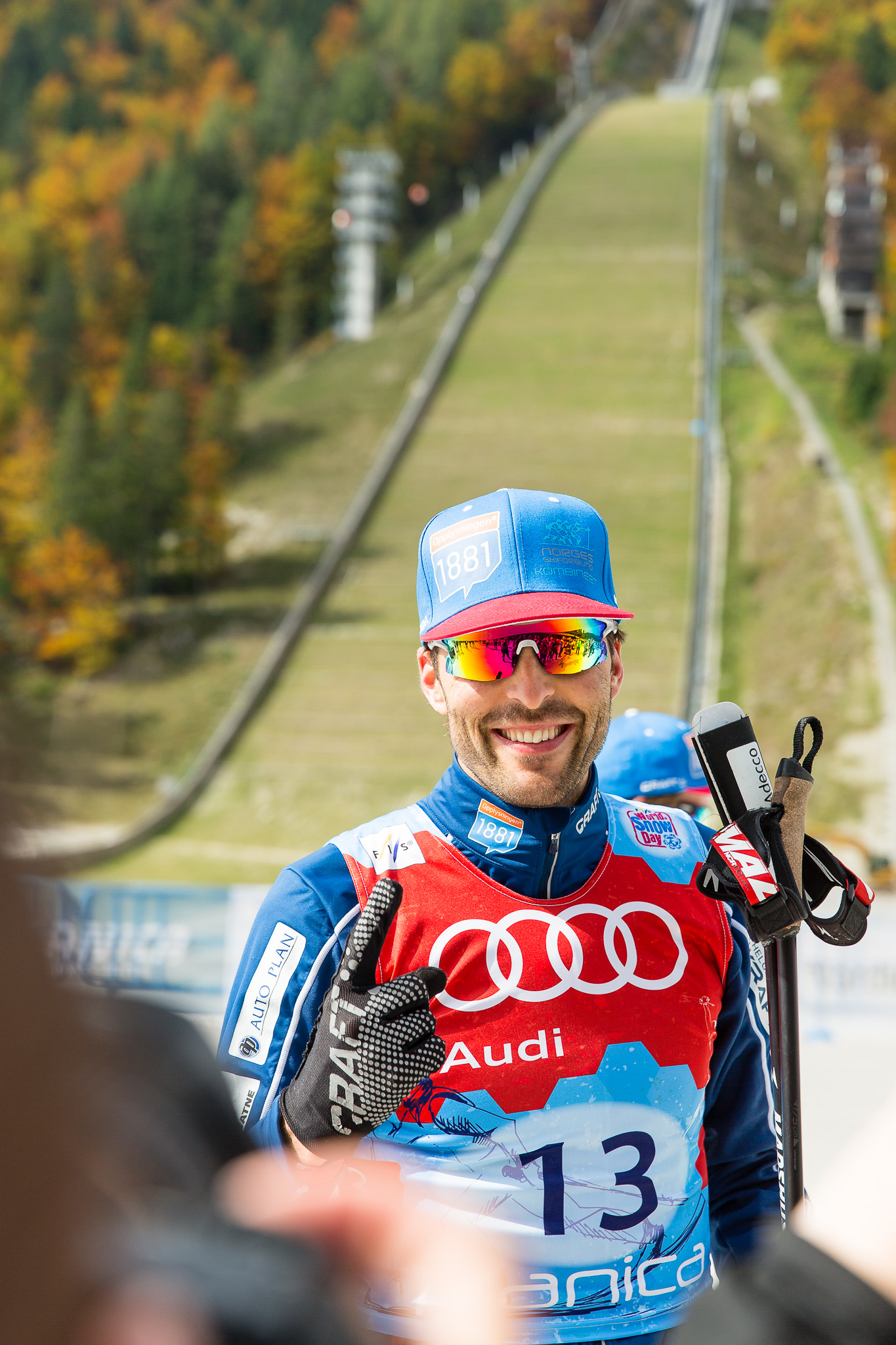
Magnus Moan remporte une course des deux courses de Ramsau.

Le 19 décembre 2015, le Norvégien Jarl Magnus Riiber domine largement le concours de saut : malgré un élan plus bref, il saute 3 mètres plus loin que son dauphin, le Japonais Akito Watabe, ce qui lui vaut presque dix points — et donc 37 secondes — d'avance. Viennent ensuite trois sauteurs aux scores presque identiques : l'Allemand Eric Frenzel, le Tchèque Tomáš Portyk et le Norvégien Håvard Klemetsen prendront le départ du fond en même temps. Lors de la course, Jarl Magnus Riiber part seul en tête devant le duo composé d'Akito Watabe et d'Eric Frenzel. Ces deux coureurs vont reprendre Jarl Magnus Riiber à la fin du troisième tour d'un course qui en compte quatre. Mais derrière, et malgré diverses chutes, un groupe constitué d'une dizaine de coureurs, par les Norvégiens Magnus Moan, Jørgen Graabak et Magnus Krog, par les Autrichiens Lukas Klapfer et Bernhard Gruber, par les Allemands Tino Edelmann, Fabian Riessle et Manuel Faisst, auxquels s'ajoutent le Finlandais Ilkka Herola et l'Italien Samuel Costa, file bon train et rejoint la tête,. Les Norvégiens se portent à l'avant du peloton, mènent une course d'équipe durant le dernier tour et s'imposent : Magnus Moan remporte le sprint final devant Magnus Krog et Jarl Magnus Riiber,. Il s'agit de la 25e victoire individuelle en coupe du monde de Moan et de sa quatrième victoire à Ramsau. Il rejoint Bjorn Kircheisen et Jason Lamy Chappuis qui ont également quatre victoires dans la station autrichienne. Magnus Krog prend la tête du classement général de la compétition.
Comme la veille, le Norvégien Jarl Magnus Riiber domine largement le concours de saut. Il devance Håvard Klemetsen et le Tchèque Tomáš Portyk qui ont tous les deux sauté à 93,5 mètres. Ils s'élancent avec respectivement 39 secondes et 40 secondes de retard. Manuel Faisst est quatrième à 52 secondes Eric Frenzel est sixième à 1 minute. La course de fond est limpide : Jarl Magnus Riiber prend le départ avec 39 secondes secondes d'avance. Derrière lui se constitue un groupe de poursuivants composé de Håvard Klemetsen, Tomáš Portyk et des Allemands Eric Frenzel et Manuel Faisst. Ils rattrapent Riiber à la fin du troisième tour de circuit d'une course qui en compte quatre. Klemetsen puis Portyk sont lâchés dans les montées du dernier tour. Eric Frenzel règle le sprint et remporte l'épreuve tandis que Riiber prend le meilleur sur Faisst qui signe malgré tout son premier podium en coupe du monde,. Le Norvégien Magnus Krog, arrivé cinquième, conserve son maillot jaune.

#### Klingenthal et des courses amicales
Tout comme l'étape d'Oberhof en coupe du monde de biathlon, les deux épreuves de Klingenthal sont annulées en raison des températures trop élevées. En raison des conditions météorologiques le calendrier est modifiée : les courses de Schonach sont repoussées en mars et les courses de Chaux-Neuve sont décalées d'une semaine (du 16 et 17 janvier aux 23 et 24 janvier) en raison du manque de neige. Des courses amicales sont organisés.
Les équipes de Norvège, du Japon et de France, s'entraînent début janvier à Seefeld (Autriche). Manquant de compétition, elles organisent une course amicale, qui a lieu le 10 janvier. Douze coureurs y participent. Le concours de saut, qui se déroule sur tremplin normal, est remporté par le Japonais Akito Watabe. La course voit la victoire du Norvégien Magnus Moan devant son compatriote Jan Schmid,. Akito Watabe est troisième.
L'équipe d'Italie s'entraîne à Val di Fiemme ; elle y est rejointe à la mi-janvier par l'équipe du Japon. Une course amicale est organisée le 15 janvier. Elle est remportée par le Japonais Akito Watabe devant son compatriote Takehiro Watanabe, qui avait remporté le concours de saut,. L'Italien Armin Bauer est troisième. À noter la participation du Norvégien Magnus Moan, qui n'a participé qu'au concours de saut.

#### Chaux-Neuve

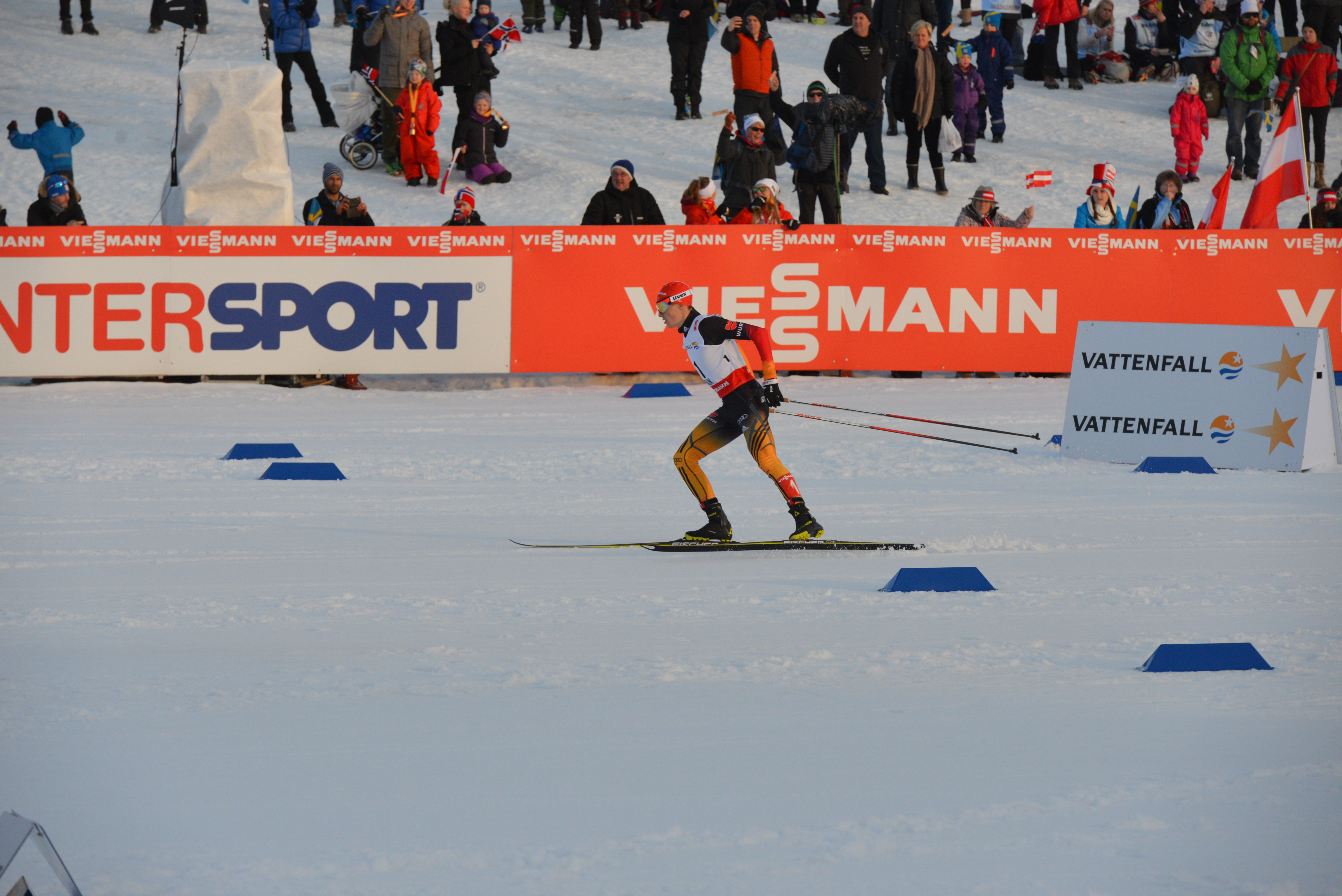
Eric Frenzel réalise deux podiums lors du week-end de Chaux Neuve

Le 23 janvier 2016, le concours de saut est disputé dans un brouillard intermittent. Celui-ci est remporté par le Japonais Akito Watabe grâce à un saut de 115,5 mètres. Il devance le Norvégien Håvard Klemetsen et l'Allemand Eric Frenzel qui sont respectivement à 18 secondes et 20 secondes derrière. Le champion du monde, Johannes Rydzek est 4e à 34 secondes une seconde devant Bernhard Gruber. Le site de Chaux Neuve inaugure une nouvelle piste de 2 kilomètres qui est à parcourir à cinq reprises,. Akito Watabe prend le départ de la course de fond seul, avec 18 secondes d'avance. Derrière lui, le tandem composé de Johannes Rydzek et Bernhard Gruber revient rapidement sur Håvard Klemetsen et Eric Frenzel. Klemetsen lâche prise alors que le groupe revient sur Watabe. Ces quatre hommes restent ensemble jusqu'au dernier tour. Au début du dernier tour, Johannes Rydzek se fait distancer tandis que Frenzel attaque et se détache du groupe,. Il remporte en 21 min 26 s la course devant Gruber et Watabe. Il s'agit de la seconde victoire d'Eric Frenzel à Chaux Neuve après celle du 10 janvier 2015 et la 25e victoire de sa carrière. Au terme d'une belle course dont le fondeur le plus rapide fut l'Américain Taylor Fletcher, l'Allemand Fabian Riessle, qui avait pris le départ en seizième position, termine cinquième et prend la tête du classement général de la compétition. Fait exceptionnel, le précédent leader, le Norvégien Magnus Krog, ne marque aucun point lors de cette épreuve, ceci en raison d'un mauvais saut.
Le lendemain, le concours de saut est remporté par le jeune Norvégien Jarl Magnus Riiber qui a sauté à 114 mètres devant son compatriote Håvard Klemetsen (118 mètres) et l'Allemand Eric Frenzel (118,5 mètres). Son compatriote Fabian Riessle, leader du classement général de la coupe, et le Japonais Akito Watabe, sont respectivement quatrième ex æquo à 8 secondes. Johannes Rydzek et Jørgen Graabak, deux skieurs rapides, suivent respectivement à 23 secondes et 28 secondes. Les cinq premiers athlètes qui n'avaient que 8 secondes d'écart se regroupe dès le début de la course. Ils restent ensemble en tête jusqu'au dernier tour. Derrière eux, un tandem formé du champion olympique norvégien Jørgen Graabak et de l'Allemand Johannes Rydzek tente de les rattraper. Dans le dernier tour, Riessle se détache en tête et remporte l'épreuve devant Frenzel, un temps distancé par Watabe, mais qui réussit à le doubler lors du sprint pour la deuxième place,. Le meilleur fondeur de l'épreuve est le jeune Autrichien Paul Gerstgraser : parti en trente-septième, il termine seizième.

#### Seefeld

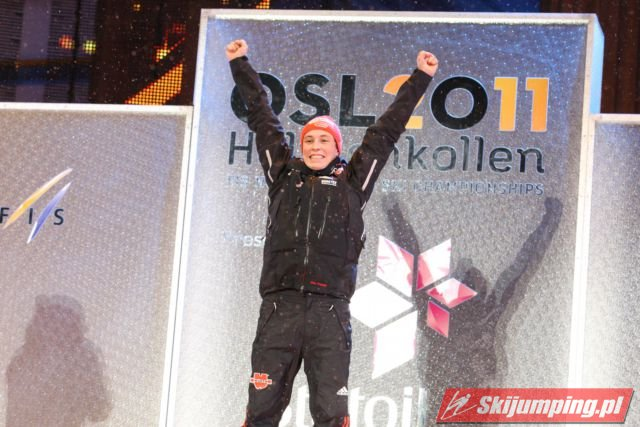
Eric Frenzel (en 2011), s'impose pour la troisième fois consécutive lors des Trois Jours du combiné nordique

Le 29 janvier 2016, le Japonais Akito Watabe remporte le concours de saut devant l'Allemand Eric Frenzel tandis que le Norvégien Jarl Magnus Riiber termine troisième. Ce dernier sera disqualifié de la course de fond en raison d'un oubli de transpondeur,. La course de fond, disputée sur 5 kilomètres, est limpide : Frenzel prend le départ avec un handicap de 8 secondes sur Watabe et revient sur lui au terme du premier tour d'une course qui en compte deux. Après avoir skié ensemble un demi-tour, Frenzel se détache et remporte l'épreuve avec six secondes d'avance. Derrière, Manuel Faisst et Håvard Klemetsen, partis en quatrième et cinquième position, ne parviennent pas à résister au retour d'un fort groupe de coureurs, parmi lesquels le leader du classement général de la coupe du monde, l'Allemand Fabian Riessle, qui sauve son maillot en terminant troisième de l'épreuve. En plus, de Jarl Magnus Riiber, Magnus Moan et Tom Balland sont disqualifiés pour respectivement combinaison non conforme et départ trop rapide.
Comme la veille, le Japonais Akito Watabe remporte le concours de saut devant l'Allemand Eric Frenzel. Ce dernier prendra le départ de la course de fond quatre secondes après Watabe, tandis que le troisième du concours de saut, l'Autrichien Bernhard Gruber, devra attendre 56 secondes avant que de s'élancer, et ce malgré un meilleur saut que celui de Watabe ; mais le règlement des Trois jours transforme le retard de la veille en handicap lors du saut : Gruber étant arrivé la veille avec une minute et 5 secondes de retard, il est pénalisé de 16,3 points,. La course de fond, disputée sur 10 kilomètres, est menée de bout en bout par Watabe et Frenzel; ce dernier s'échappe au début du dernier tour d'une course qui en compte quatre et remporte l'épreuve avec 25 secondes d'avance. L'Allemand Fabian Riessle prend le meilleur du groupe de poursuivants et termine à nouveau troisième ; il perd cependant son maillot jaune de leader du classement, que Frenzel arbore désormais. Un nouveau coureur est disqualifié : l'Autrichien David Pommer en raison d'un problème de transpondeur.
Le 31 janvier 2016, le concours de saut est perturbé par les intempéries : initialement prévu avec deux sauts, il n'en comportera qu'un, ce qui réduit la course de fond à 10 kilomètres. Néanmoins, comme la veille et l'avant-veille, le Japonais Akito Watabe remporte le concours de saut devant l'Allemand Eric Frenzel. Ce dernier a raté la réception de son saut et il a donc été sanctionné par les juges qui lui ont accordé des notes n'allant que de 9,5 à 11 points. Sa victoire de la veille lui permet néanmoins de conserver la deuxième place du concours : sans le système de handicap en fonction des performances de la veille qui prévaut lors des Trois Jours, il n'aurait pris le départ qu'en vingt-septième position. Cette contre-performance en saut ne lui coûte qu'un large débours sur Akito Watabe : Frenzel prendra le départ cinquante-six secondes après ce dernier. Fabian Riessle, troisième du concours, a un retard encore plus important : il s'élancera avec une minute et vingt-six secondes de retard sur Watabe et sera suivi de près par l'essentiel des favoris. Lors du saut, Jakob Lange se blesse gravement au genou et à la cheville. La course de fond, disputée sur 10 kilomètres seulement, se déroule sous la neige ; Akito Watabe prend le départ seul et skie à son rythme. Frenzel prend le départ cinquante-six secondes après le Japonais et réduit peu à peu son retard. Il est suivi par un groupe de six coureurs (les Allemands Fabian Riessle et Johannes Rydzek, les Norvégiens Jørgen Graabak, Magnus Krog et Jan Schmid ainsi que l'Autrichien Bernhard Gruber), lesquels ne reprennent pas de temps à Frenzel et jouent la troisième place. La neige tombe en couche si épaisse que Schmid chute mais il recolle rapidement au groupe. Dans la dernière partie du troisième tour d'une course qui en compte quatre, Watabe chute également. S'il ne perd que peu de temps en raison de cet incident, celui-ci décuple les forces de Frenzel, qui compte pourtant 25 secondes de retard alors qu'il reste un tour de course. Il accélère le rythme (plus que 18,5 secondes de retard à 1 400 mètres de l'arrivée), rejoint un Watabe exsangue qu'il double immédiatement pour s'imposer avec 18,7 secondes d'avance. La troisième place est pour Fabian Riessle alors que Rydzek, qui sprintait pour le rattraper et auquel la quatrième place semblait promise, chute dans l'épaisse couche de neige fraîche à quelques mètres de la ligne pour ne terminer que sixième.
Il s'agit de la troisième victoire consécutive d'Eric Frenzel lors des Trois Jours et de sa onzième victoire consécutive à Seefeld.

#### Oslo
Disputée dans un épais brouillard, le concours de saut est remporté par le jeune Norvégien Jarl Magnus Riiber. Il a une très large avance (une minute et 10 secondes) sur ses poursuivants immédiats, le Japonais Akito Watabe et l'Allemand Eric Frenzel qui ont tous les deux sauté à 124,5 mètres,. La course de fond se déroule dans le même brouillard. Riiber part seul, à un rythme soutenu, et ne sera jamais rejoint : il remporte, exténué, sa première victoire en coupe du monde. Il remporte ainsi la Coupe du Roi (no). Derrière lui, Frenzel et Watabe ont pris ensemble le départ, suivis à une vingtaine de secondes par un petit groupe de coureurs qui s'est formé durant le premier tour de la course ; il s'agissait du Norvégien Jan Schmid, des Autrichiens Wilhelm Denifl et Bernhard Gruber, de l'Allemand Johannes Rydzek, du Français François Braud et du Tchèque Tomáš Portyk. Frenzel a mené la première partie de la course, mais Watabe a accéléré le rythme dès lors que le groupe de poursuivants s'est rapproché : à mi-course, ils n'étaient qu'à une quinzaine de secondes. Peu à peu Frenzel a été distancé ; Watabe termine deuxième de l'épreuve, à seize secondes du vainqueur. Frenzel le suit à douze secondes. Le groupe de poursuivants, qui a tout d'abord perdu Denifl et Portyk, s'est disloqué en raison du rythme élevé imposé par Gruber et Braud, qui terminent respectivement quatrième et cinquième. Le meilleur fondeur de l'épreuve est l'Allemand Fabian Riessle : parti vingt-deuxième, il termine à la neuvième place et rétrograde au troisième rand du classement général,.

#### Trondheim

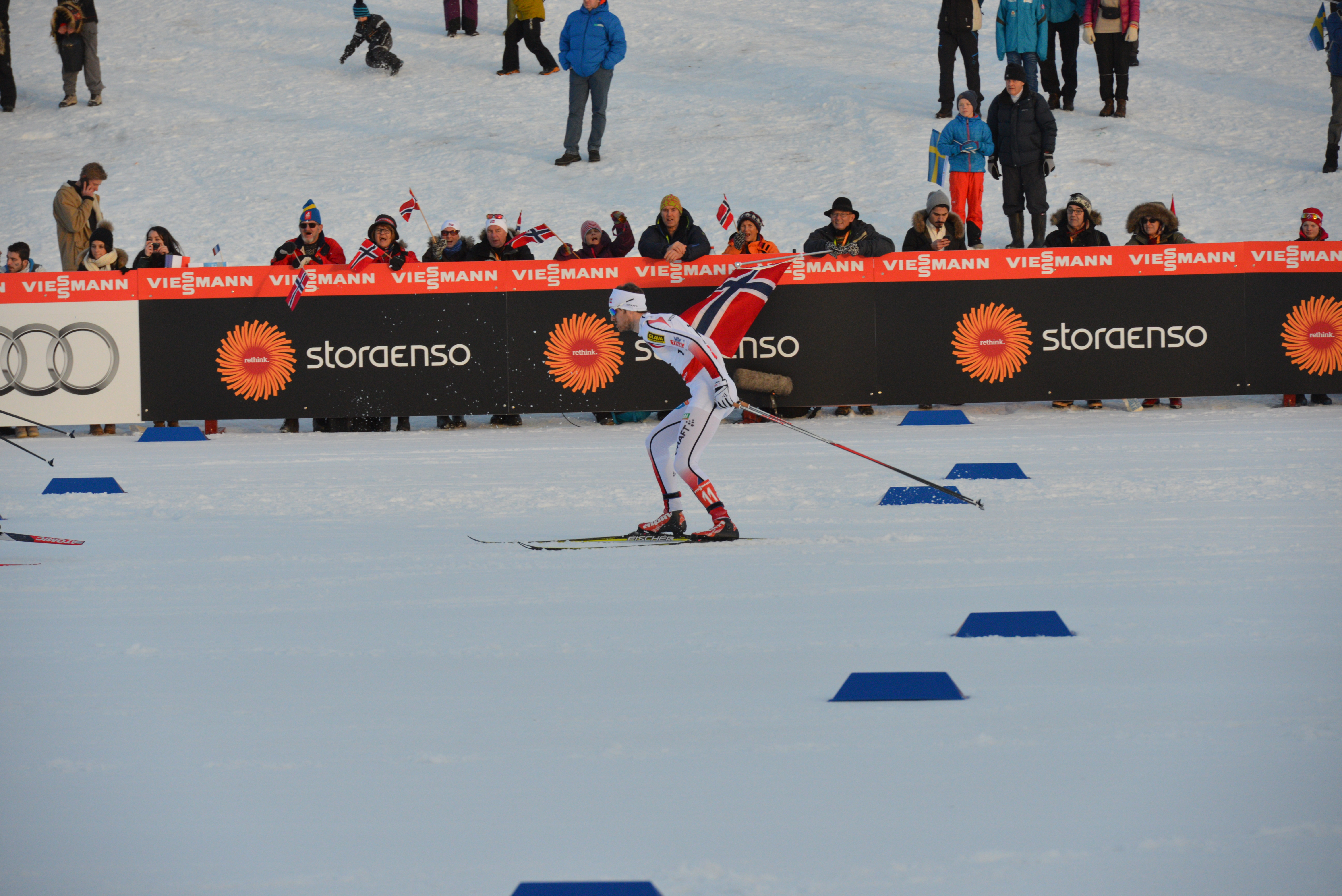
Jørgen Graabak (ici en 2015) réalise deux podiums à Trondheim

Le 9 février 2016, le Norvégien Jarl Magnus Riiber remporte le concours de saut devant son compatriote Håvard Klemetsen grâce à un saut à 131,5 mètres. Le Japonais Akito Watabe est troisième, son compatriote Takehiro Watanabe quatrième et l'Italien Samuel Costa, cinquième, réalise une belle performance en saut. Eric Frenzel, ayant eu des conditions plus difficiles lors du saut, est septième à 57 secondes et Jørgen Graabak, huitième, le suit à 7 secondes. Lors de la course de fond, Håvard Klemetsen part 20 secondes après Jarl Magnus Riiber et ne réussit pas à le rejoindre : il se fait reprendre par Akito Watabe au début du deuxième tour d'une course qui en compte cinq. Mais Watabe skie seul et plafonne : son retard ne diminue plus,. Mais Watabe skie seul et plafonne : son retard ne diminue plus. Eric Frenzel et Jørgen Graabak le rejoignent, le doublent dans la foulée et parviennent à rejoindre Riiber à la fin de l'avant-dernier tour. Celui-ci peine à suivre et se laisse décrocher dans le dernier tour. Il termine troisième de l'épreuve. Devant lui Graabak attaque dans la dernière montée : il distance Frenzel et remporte l'épreuve en s'offrant le luxe de passer la ligne d'arrivée en marche arrière.
Le lendemain, le Japonais Akito Watabe domine le concours de saut devant l'Allemand Eric Frenzel, qui hérite d'un handicap de 27 secondes. Le Norvégien Håvard Klemetsen est troisième à 39 secondes et tous les autres concurrents sont repoussés au-delà de la minute. Plusieurs bons skieurs comme Johannes Rydzek, Magnus Krog, Magnus Moan ou encore Fabian Riessle sont encore plus loin. Jarl Magnus Riiber a chuté lors de son saut mais il n'a pas été blessé. Lors de la course de fond, Eric Frenzel, parti 27 secondes après Akito Watabe, met 6 kilomètres à rejoindre ce dernier. Les deux hommes skient ensemble jusqu'à la fin de l'avant-dernier tour où Frenzel attaque. Il termine seul, remportant l'épreuve en passant la ligne avec presque seize secondes d'avance sur Watabe. Derrière eux s'est formé un groupe de sept poursuivants, parmi lesquels le Norvégien Jørgen Graabak, le Finlandais Ilkka Herola et le Suisse Tim Hug. Ils reprennent peu à peu les coureurs intercalés et Graabak réussit à décrocher la troisième place alors qu'il était parti en onzième position avec un handicap de une minute et 46 secondes.
Il s'agit de la 29e victoire d'Eric Frenzel en coupe du Monde ce qui lui permet de devenir le second du classement des athlètes ayant le plus de succès dans cette compétition. Il devance désormais Ronny Ackermann mais reste loin d'Hannu Manninen qui compte 48 succès.

#### Lahti

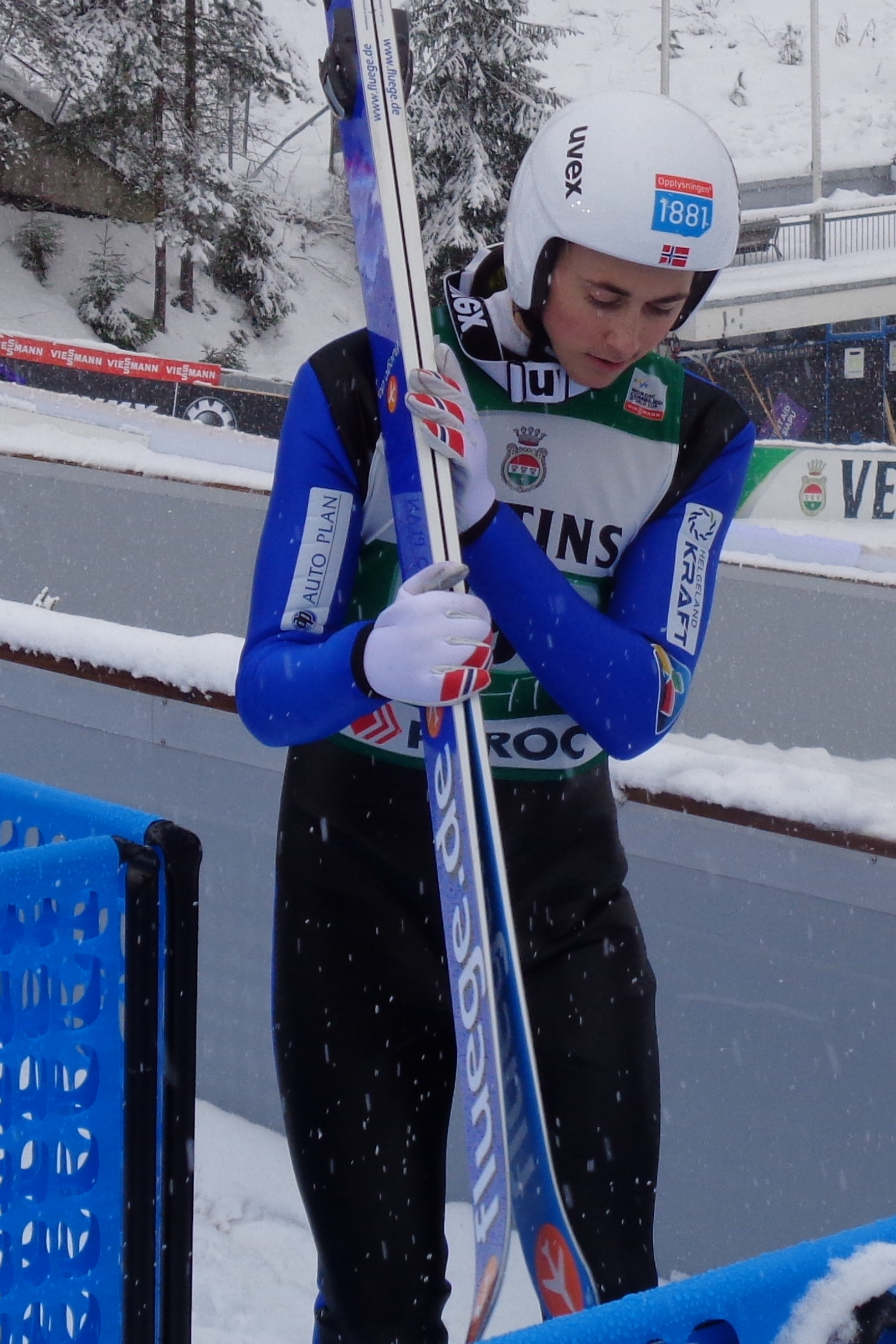
Jarl-Magnus Riiber est malchanceux à Lahti

Le 19 février 2016, Jarl Magnus Riiber domine le concours de saut avec un saut à 127,5 mètres qu'il juge « bon mais pas parfait ». Il devance Håvard Klemetsen de 28 secondes qui s'est posé à 127 mètres et Eric Frenzel qui est à 42 secondes qui s'est posé à 127,5 mètres. Akito Watabe suit à 44 secondes devant Jan Schmid et Lukas Klapfer qui affirme avoir réalisé « son meilleur saut de l'hiver ». Lors de la course de fond, Jarl Magnus Riiber mène la course jusqu'au dernier tour où il est rejoint Eric Frenzel et Akito Watabe. Jarl Magnus Riiber lâche les deux athlètes à l'approche du sprint final mais il se trompe de piste et est disqualifié. Finalement, Eric Frenzel s'impose avec 1,7 secondes d'avance sur Akito Watabe et 32,2 secondes sur Jan Schmid.
Le 20 février 2016, la première épreuve par équipe de la saison a lieu. Le concours de saut est dominé par la première équipe de Norvège composé de Jarl Magnus Riiber, malchanceux la veille, et de Jan Schmid. Pour cette équipe, Jan Schmid a réalisé le saut le long à 128 mètres et Jarl Magnus Riiber qui a sauté à 124 mètres a marqué le plus de points (252,1 points). Logiquement, cette équipe se retrouve très largement en tête après le saut. Ils devancent de 57 secondes l'équipe d'Allemagne I composé de Fabian Riessle et Johannes Rydzek et de une minute et 4 secondes l'équipe d'Autriche I. Derrière, les autres équipes sont plus loin : l'équipe norvégienne II est à une minute et 42 secondes, l'Allemagne II est à une minute et 49 secondes, l'Autriche II à une minute et 50 secondes et la France à une minute et 52 secondes. Lors de la course de fond, l'équipe d'Allemagne I revient dans le septième tour sur l'équipe norvégienne. Les deux équipes se regardent jusqu'en dans le dernier tour. Alors qu'il essaie de suivre Fabian Riessle, Jarl Magnus Riiber se disloque l'épaule et doit abandonner et même terminer sa saison,. Finalement, l'équipe d'Allemagne I remporte le team sprint. Il devance l'équipe autrichienne I de 18 secondes. Derrière quatre équipes se jouent le podium. C'est, à la photo finish, que l'Autriche II termine devant l'Allemagne II, la Norvège II et la France.
Le lendemain, en raison du vent, le concours de saut est annulé et c'est le saut de réserve réalisé le 19 février 2016 avant la course qui est utilisé. Jarl Magnus Riiber qui avait remporté le saut est forfait en raison de son épaule. Finalement c'est Akito Watabe qui est en tête grâce à son saut de 127,5 mètres. Il dispose de 30 secondes d'avance sur Eric Frenzel et 38 secondes sur Fabian Riessle qui a réalisé un saut à 124,5 mètres. Les Norvégiens, Håvard Klemetsen et Jan Schmid, sont quatrième et cinquième à respectivement 50 secondes et 51 secondes. Lors de la course de fond, les deux Allemands rejoignent Akito Watabe au 5 kilomètres. L'avance du trio est importante et les athlètes se regardent car personne ne souhaite mener la course. À 1 kilomètre de l'arrivée, Fabian Riessle se détache et il se sera pas rejoint,. Eric Frenzel termine deuxième à 5 secondes ce qui est son onzième podium consécutif cette saison,. Akito Watabe est troisième à 11 secondes et signe son dixième podium de la saison,. Derrière Johannes Rydzek remonte à la quatrième place (après être parti dix-neuvième) et devance Jan Schmid et Ilkka Herola qui ont été départagés à la photo finish. Le Français Antoine Gérard marque ses premiers points en coupe du Monde.

#### Kuopio
Le 23 février 2016, Akito Watabe domine le concours de saut. Il a réalisé un saut de 129 mètres ce qui lui confère 8 secondes d'avance sur Håvard Klemetsen qui a lui sauté à 131 mètres. Manuel Faisst est troisième à 26 secondes. Le champion du monde, Johannes Rydzek, est très bien placé après le saut. En effet, il est cinquième à 34 secondes. Le leader du classement général, Eric Frenzel, est plus loin à une minute. Lors de la course de fond, Johannes Rydzek rejoint Akito Watabe un peu avant la mi course. Les deux athlètes skient ensemble et Johannes Rydzek s'impose au sprint face au Japonais. Il s'agit du premier succès de l'Allemand lors de cet hiver et du 39e podium du Japonais. Derrière Wilhelm Denifl, quatrième après le saut, a fait une bonne course de ski de fond et signe son sixième podium de sa carrière, le premier depuis deux ans. Il termine juste devant un groupe de poursuivants composé des meilleurs skieurs de la course.

#### Val di Fiemme

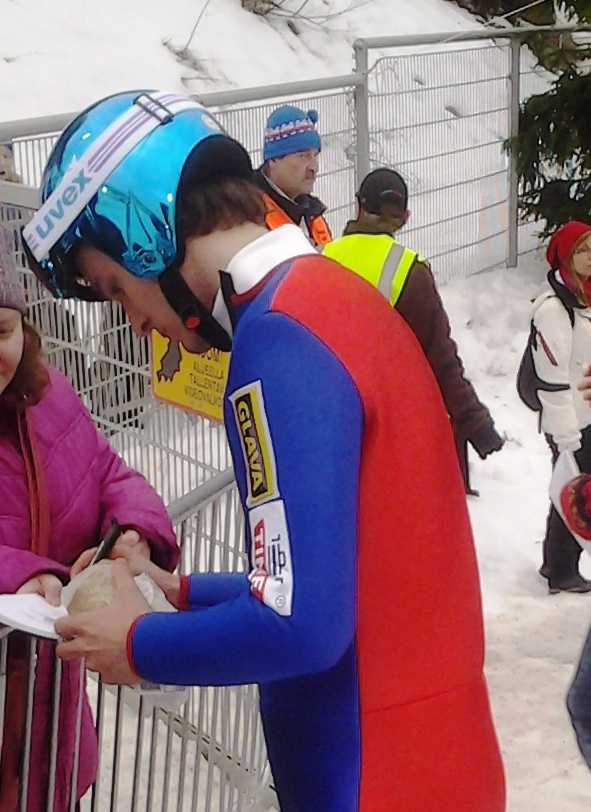
Jørgen Graabak réalise trois podiums en trois cours à Val di Fiemme

Akito Watabe, deuxième du classement de la compétition, est forfait pour ce week-end de compétition car il est malade.
Le 26 février 2016, l'équipe première de la Norvège composé de Magnus Krog et de Jørgen Graabak domine le concours de saut. Ils ont respectivement sauté à 121,5 mètres et 126,5 mètres. Ils devancent de 1 secondes l'équipe de France composé de François Braud et de Maxime Laheurte. L'équipe II d'Autriche est troisième devant la première équipe d'Allemagne et la première équipe d'Autriche. Samuel Costa qui a sauté à 142 mètres (un record pour un combiné sur ce tremplin) chuta à la réception de son saut et il ne put prendre part à la course de fond. Dans la course de fond, Magnus Krop débute très rapidement et lâche François Braud. Les Norvégiens ne seront plus revu. Derrière la lutte pour le podium fait rage entre la France, l'équipe I d'Allemagne et les deux équipes Autrichiennes. Le premier lâché est Mario Seidl pour l'Autriche II. Dans le dernier tour des premiers athlètes, Tobias Haug cassa un bâton et perdit du temps. Cependant Tino Edelmann réussit à revenir puis s'imposer pour la deuxième place. La France termine troisième devant la première équipe d'Autriche.
Le lendemain, Eric Frenzel domine le concours de saut avec un bond à 133,5 mètres soit le plus long saut du concours. Il devance l'Autrichien Bernhard Gruber de 21 secondes qui s'est posé à 129,5 mètres et le Japonais Takehiro Watanabe. Les meilleurs skieurs du circuit ne sont pas très loin. Les Allemands Johannes Rydzek et Fabian Riessle sont respectivement sixième et huitième à une minute et 1 secondes et une minute et 10 secondes. Les Norvégiens suivent avec Magnus Krog à une minute et 16 secondes, Jørgen Graabak à une minute et 28 secondes et Magnus Moan à une minute et 42 secondes. La course de fond se déroule dans des conditions difficiles. En effet, la neige est pleine d'eau ce qui ralentit de façon importante la piste. Alors que tout le monde pensait qu'Eric Frenzel avait course gagnée,, Bernhard Gruber revient sur Eric Frenzel juste avant la mi course et le lâche. Il s'impose facilement avec plus de trente secondes d'avance sur Eric Frenzel. Il s'agit de sa sixième victoire en coupe du monde et la première victoire autrichienne de l'année. Jørgen Graabak termine troisième, juste devant son compatriote Magnus Krog, Lukas Klapfer et Fabian Riessle.
Le 28 février 2016, le concours du saut est dominé par le leader du classement général, Eric Frenzel.Celui-ci a en effet sauté à 120,5 mètres ce qui lui permet de disposer de 24 secondes d'avance sur son compatriote de Tobias Simon et de 47 s sur Håvard Klemetsen. Wilhelm Denifl et Magnus Krog sont quatrième et cinquième après le saut à une minute et 4 secondes,. Plus loin, Jørgen Graabak et Fabian Riessle sont quatorze et quinzième à une minute et 41 secondes de l'homme de tête. Lors de la course de fond, Magnus Krog attaqua fort dès le départ. Il chuta sans gravité puis revenu sur Eric Frenzel dès le 5 kilomètres,. Il le lâcha et s'imposa. Derrière le groupe composé de Lukas Klapfer, Jørgen Graabak et Fabian Riessle revient sur Eric Frenzel puis le lâche. Dans le dernier tour, Lukas Klapfer et Fabian Riessle chutent. Jørgen Graabak termine deuxième devant Fabian Riessle, Eric Frenzel et Lukas Klapfer qui a cassé un bâton dans la chute.
En raison de l'absence d'Akito Watabe, Eric Frenzel s'assure le classement général de la compétition pour la quatrième année consécutive.

#### Schonach

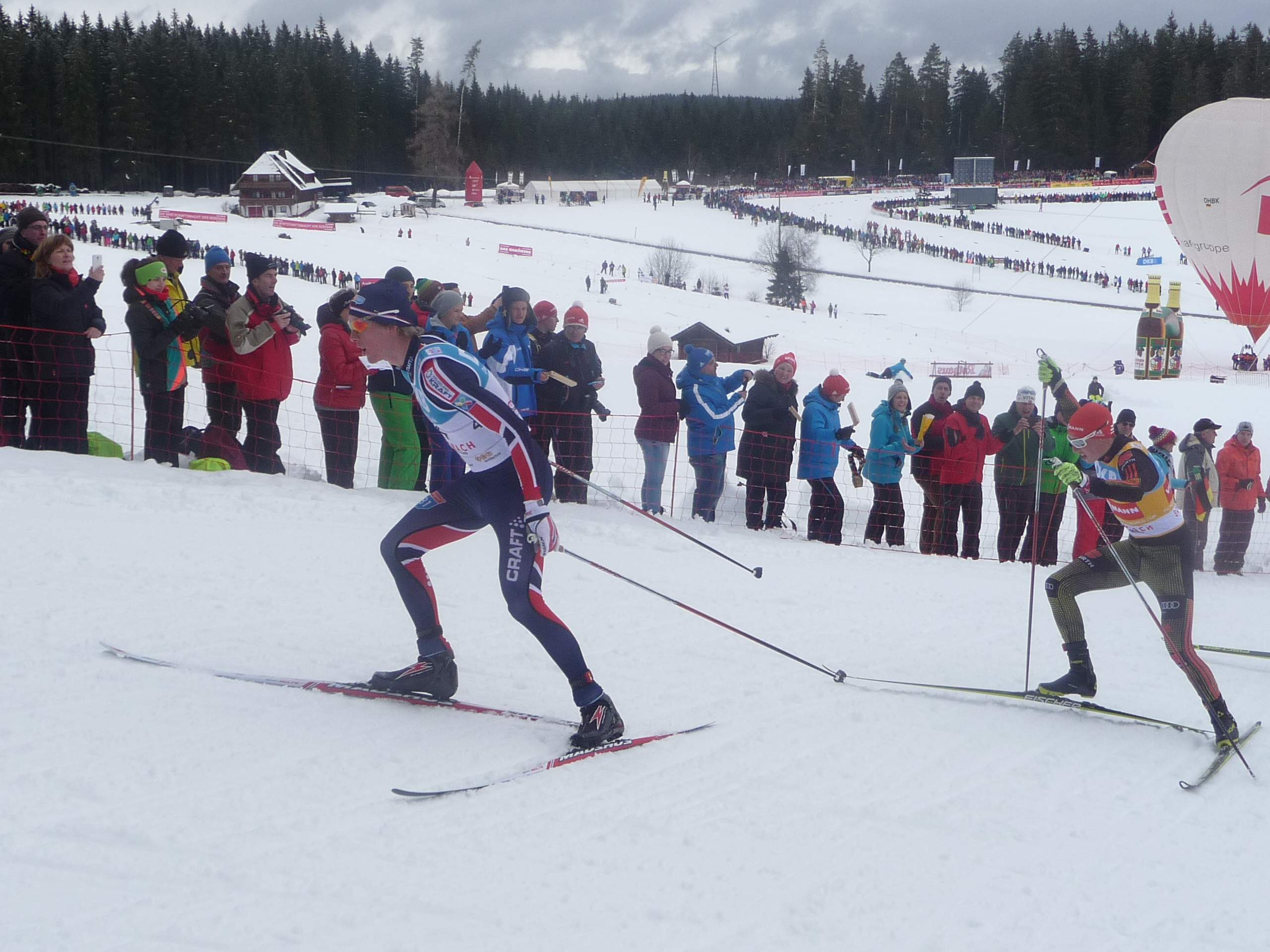
Magnus Krog suivi par Eric Frenzel dans la course du 5 mars

Un temps annulée,, l'étape de Schonach est finalement déplacée au 4, 5 et 6 mars. Le 4 mars 2016, le seul relais de la saison est disputé. Lors du saut, Akito Watabe et Eric Frenzel ont battu le record du tremplin. Akito Watabe s'est posé à 106,5 mètres et Eric Frenzel a ensuite amélioré se record en sautant à 107 mètres. L'équipe d'Allemagne mène après le saut avec 24 secondes d'avance sur la Norvège et 25 secondes sur le Japon. L'équipe d'Autriche est en embuscade pour le podium à 46 secondes de l'Allemagne juste devant la République tchèque. Lors du premier tour, Magnus Moan reprend les 24 secondes qu'il a sur Manuel Faisst. Les deux pays restent ensemble jusqu'à l'entrée de la dernière ligne droite où Jørgen Graabak et Fabian Riessle se sont percutés. L'Allemand chuta et c'est le Norvégien qui s'imposa. Lors de l'arrivée, Fabian Riessle aurait insulté Jørgen Graabak. Les deux équipes déposèrent des recours auprès de la FIS mais aucun de ces recours ne fut acceptés,. L'Autriche complète le podium devant le Japon et la France.
Le lendemain, le Norvégien Håvard Klemetsen domine le concours de saut avec un saut à 103,5 mètres. Il devance Akito Watabe d'1 secondes et Manuel Faisst. Les écarts sont très faibles et vingt trois concurrents sont à moins d'une minute du leader. Dans le premier tour de la course de fond, Magnus Krog skie très vite et revient sur Akito Watabe qui est en tête de la course avec Eric Frenzel et Jan Schmid. Le quatuor reste ensemble jusqu'au dernier tour où Eric Frenzel attaque. Il est suivi de Magnus Krog. Dans le dernier virage, Magnus Krog se rabat à l'intéreieur juste avant Eric Frenzel et remporte ensuite la course à la photo finish. L'équipe d'Allemagne pose une réclamation et Magnus Krog est disqualifié pour avoir gêné Eric Frenzel dans le dernier virage,. Finalement, Eric Frenzel remporte la coupe de la Forêt-noire. Il est le premier allemand à s'imposer depuis Hubert Schwarz en 1987.
Le 6 mars 2016, la course est composée de deux sauts et d'une course de 15 kilomètres. L'athlète local, Manuel Faisst domine pour la première fois un concours de saut. Il a sauté à 103 mètres et 102 mètres ce qui le place avec 27 secondes sur Akito Watabe qui a sauté à 108 mètres (nouveau record du tremplin pour un combiné). Avec deux sauts de 102,5 mètres et 100,5 mètres, Jan Schmid est troisième à 45 secondes. Eric Frenzel est 5e à une minute et 11 secondes. Des skieurs rapides comme Jørgen Graabak et Fabian Riessle sont à l'affût. Ils sont respectivement treizième et quatorzième à une minute et 41 secondes et une minute et 57 secondes. Manuel Faisst mène le début de la course et est rattrapé par ses poursuivants (Akito Watabe et Jan Schmid),. Après 6,3 kilomètres de course, Manuel Faisst chute dans une descente et il doit laisser Akito Watabe et Jan Schmid seuls en tête,. Un groupe de poursuivants composé de Jørgen Graabak, Johannes Rydzek, Fabian Riessle, Lukas Klapfer et Eric Frenzel revient dans un premier temps sur Akito Watabe puis sur Jan Schmid dans le dernier tour,. La victoire se joue au sprint et c'est Jørgen Graabak qui remporte la dernière course de la saison. Il devance Fabian Riessle et Lukas Klapfer.

### Bilan de la saison

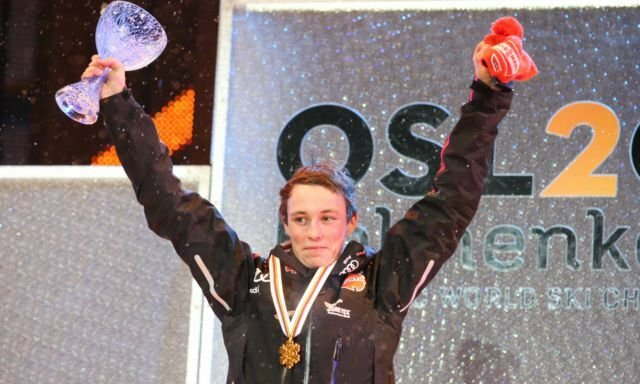
Eric Frenzel (ici en 2011) remporte pour la quatrième fois consécutive le globe de cristal

Eric Frenzel a remporté huit des dix neuf courses individuelles. Les autres vainqueurs de la saison sont les Allemands Fabian Riessle à trois reprises et Johannes Rydzek une fois, les Norvégiens Jørgen Graabak (à deux reprises), Jarl Magnus Riiber, Magnus Moan et Magnus Krog à une reprise chacun et enfin l'Autrichien Bernhard Gruber qui l'a emporté à Val di Fiemme.
Eric Frenzel remporte pour la quatrième fois consécutif le classement général de la coupe du monde. Cette performance n'a été réalisée qu'une seule fois par Hannu Manninen entre 2004 et 2007. Il devance Akito Watabe et son compatriote Fabian Riessle.
Eric Frenzel qui a remporté huit courses lors de cet hiver porte son total de victoires à 31 ce qui le place second (derrière Hannu Manninen) du nombre de victoires dans cette compétition. Eric Frenzel est distingué « Athlète de l'année du combiné nordique » par la Fédération internationale de ski. Il s'agissait de la première édition de cette remise de récompense et il devance dans cette catégorie Akito Watabe, son compatriote Fabian Riessle et le Norvégien Jørgen Graabak. Jarl Magnus Riiber qui a remporté sa première victoire cet hiver est « Rookie de l'année » devant Takehiro Watanabe et Manuel Faisst. Eric Frenzel remporte également la récompense du « Moment de l'année » pour sa remontée victorieuse dans la dernière course du Seefeld Triple. Il devance d'un vote Jarl Magnus Riiber pour son erreur lors de course de Lahti où il fut disqualifié pour s'être trompé de piste.
Fabian Riessle déclare à propos d'Eric Frenzel qu'il s'agit du meilleur athlète de combiné nordique de l'histoire,. L'entraîneur en chef de l'équipe allemande, Hermann Weinbuch, ajoute qu'Eric Frenzel est encore plus fort que lors de son titre olympique en 2014. Fabian Riessle est considéré comme une bonne surprise de la saison avec une troisième place au classement général de la compétition et ses trois premières victoires dans la compétition.
Les audiences de cette saison ont été en baisse par rapport à la saison précédente. Dans certains pays comme en Allemagne, les courses sont accessibles sur les chaînes du service public comme ARD/ZDF, NRK 1, ORF 1 ou YLE 2. Eurosport diffuse également la compétition dans toute l'Europe. Les retransmissions de courses ont attiré en moyenne plus de deux millions d'Allemands. Les compétitions de Seefleld et de Schonach ont été les plus suivies.

## Classement général

### Classement individuel
| Rang | Nom                | Points |
| ---- | ------------------ | ------ |
| 01.  | Eric Frenzel       | 1 389  |
| 02.  | Akito Watabe       | 1 070  |
| 03.  | Fabian Riessle     | 1 064  |
| 04.  | Jørgen Graabak     | 0908   |
| 05.  | Johannes Rydzek    | 0685   |
| 06.  | Magnus Krog        | 0666   |
| 07.  | Bernhard Gruber    | 0618   |
| 08.  | Jan Schmid         | 0595   |
| 09.  | Lukas Klapfer      | 0577   |
| 10.  | Ilkka Herola       | 0473   |
| 11.  | Manuel Faisst      | 0422   |
| 12.  | Håvard Klemetsen   | 0419   |
| 13.  | Jarl Magnus Riiber | 0384   |
| 14.  | François Braud     | 0371   |
| 15.  | Magnus Moan        | 0356   |
| 16.  | Mario Seidl        | 0324   |
| 17.  | Philipp Orter      | 0298   |
| 18.  | Wilhelm Denifl     | 0259   |
| 19.  | Maxime Laheurte    | 0236   |
| 20.  | Bryan Fletcher     | 0235   |

| Rang | Nom               | Points |
| ---- | ----------------- | ------ |
| 21.  | Samuel Costa      | 0213   |
| 22.  | Mikko Kokslien    | 0206   |
| 23.  | Tim Hug           | 0158   |
| 24.  | Tino Edelmann     | 0156   |
| 25.  | Hideaki Nagai     | 0135   |
| 26.  | Tomas Portyk      | 0129   |
| 27.  | Bjoern Kircheisen | 0118   |
| 28.  | Yoshito Watabe    | 0112   |
| 29.  | Miroslav Dvorak   | 0110   |
| 30.  | Takehiro Watanabe | 0109   |
| 31.  | Taylor Fletcher   | 0105   |
| 32.  | Franz-Josef Rehrl | 0102   |
| 33.  | Lukas Greiderer   | 070    |
| 34.  | Marjan Jelenko    | 061    |
| 35.  | Jakob Lange       | 059    |
| 36.  | Adam Cieslar      | 052    |
| 37.  | David Pommer      | 051    |
| 38.  | Fabian Steindl    | 047    |
| 39.  | Espen Andersen    | 033    |
| 39.  | Lukas Runggaldier | 033    |

| Rang | Nom                   | Points |
| ---- | --------------------- | ------ |
| 41.  | Martin Fritz          | 026    |
| 42.  | Paul Gerstgraser      | 022    |
| 43.  | Armin Bauer           | 018    |
| 43.  | Antoine Gérard        | 018    |
| 43.  | Aguri Shimizu         | 018    |
| 46.  | Harald Lemmerer       | 017    |
| 47.  | Alessandro Pittin     | 016    |
| 47.  | Terence Weber         | 016    |
| 49.  | Tobias Haug           | 014    |
| 49.  | Taihei Kato           | 014    |
| 51.  | Vinzenz Geiger        | 013    |
| 51.  | Szczepan Kupczak      | 013    |
| 53.  | Bernhard Flaschberger | 08     |
| 54.  | Kristjan Ilves        | 07     |
| 54.  | Han Hendrik Piho      | 07     |
| 56.  | Eero Hirvonen         | 06     |
| 57.  | Raffaele Buzzi        | 03     |
| 57.  | Kail Piho             | 03     |
| 59.  | Michael Dünkel (de)   | 01     |
| 59.  | Matti Herola          | 01     |
| 59.  | Mikke Leinonen        | 01     |

### Coupe des nations
| Rang | Nom        | Points |
| ---- | ---------- | ------ |
| 01.  | Allemagne  | 4 662  |
| 02.  | Norvège    | 4 317  |
| 03.  | Autriche   | 3 019  |
| 04.  | Japon      | 1 858  |
| 05.  | France     | 1 100  |
| 06.  | Finlande   | 0606   |
| 07.  | Italie     | 0558   |
| 08.  | États-Unis | 0440   |
| 09.  | Tchéquie   | 0289   |
| 10.  | Suisse     | 0158   |
| 11.  | Pologne    | 0115   |
| 12.  | Slovénie   | 0111   |
| 13.  | Estonie    | 07     |

## Résultats
| Étape | Date             | Épreuve        | Vainqueur                                                                                                | Deuxième                                                                                                 | Troisième                                                                                                | Leader du classement |
| ----- | ---------------- | -------------- | --- | --- | --- | -------------------- |
|       | 28 novembre 2015 | HS 142 - 10 km | Épreuves annulées en raison de vents violents, Une course est reprogrammée à Trondheim, l'autre à Lahti. | Épreuves annulées en raison de vents violents, Une course est reprogrammée à Trondheim, l'autre à Lahti. | Épreuves annulées en raison de vents violents, Une course est reprogrammée à Trondheim, l'autre à Lahti. | -                    |
|       | 29 novembre 2015 | HS 142 - 10 km | Épreuves annulées en raison de vents violents, Une course est reprogrammée à Trondheim, l'autre à Lahti. | Épreuves annulées en raison de vents violents, Une course est reprogrammée à Trondheim, l'autre à Lahti. | Épreuves annulées en raison de vents violents, Une course est reprogrammée à Trondheim, l'autre à Lahti. | -                    |

| Étape | Date            | Épreuve        | Vainqueur      | Deuxième       | Troisième     | Leader du classement |
| ----- | --------------- | -------------- | -------------- | -------------- | ------------- | -------------------- |
| 1     | 5 décembre 2015 | HS 138 - 10 km | Fabian Riessle | Akito Watabe   | Ilkka Herola  | Fabian Riessle       |
| 2     | 6 décembre 2015 | HS 100 - 10 km | Magnus Krog    | Fabian Riessle | Lukas Klapfer | Fabian Riessle       |

| Étape | Date             | Épreuve       | Vainqueur    | Deuxième           | Troisième          | Leader du classement |
| ----- | ---------------- | ------------- | ------------ | ------------------ | ------------------ | -------------------- |
| 3     | 19 décembre 2015 | HS 96 - 10 km | Magnus Moan  | Magnus Krog        | Jarl Magnus Riiber | Magnus Krog          |
| 4     | 20 décembre 2015 | HS 96 - 10 km | Eric Frenzel | Jarl Magnus Riiber | Manuel Faisst      | Magnus Krog          |

| Étape | Date           | Épreuve        | Vainqueur                                                                             | Deuxième                                                                              | Troisième                                                                             | Leader du classement |
| ----- | -------------- | -------------- | ------------------------------------------------------------------------------------- | ------------------------------------------------------------------------------------- | ------------------------------------------------------------------------------------- | -------------------- |
|       | 2 janvier 2016 | HS 140 - 10 km | Épreuves annulées en raison du manque de neige Une course est reprogrammée à Schonach | Épreuves annulées en raison du manque de neige Une course est reprogrammée à Schonach | Épreuves annulées en raison du manque de neige Une course est reprogrammée à Schonach | -                    |
|       | 3 janvier 2016 | HS 140 - 10 km | Épreuves annulées en raison du manque de neige Une course est reprogrammée à Schonach | Épreuves annulées en raison du manque de neige Une course est reprogrammée à Schonach | Épreuves annulées en raison du manque de neige Une course est reprogrammée à Schonach | -                    |

| Étape | Date            | Épreuve        | Vainqueur      | Deuxième        | Troisième    | Leader du classement |
| ----- | --------------- | -------------- | -------------- | --------------- | ------------ | -------------------- |
| 5     | 23 janvier 2016 | HS 118 - 10 km | Eric Frenzel   | Bernhard Gruber | Akito Watabe | Fabian Riessle       |
| 6     | 24 janvier 2016 | HS 118 - 10 km | Fabian Riessle | Eric Frenzel    | Akito Watabe | Fabian Riessle       |

| Les Trois Jours du combiné nordique      |                 |                |              |              |                |                      |
| Étape                                    | Date            | Épreuve        | Vainqueur    | Deuxième     | Troisième      | Leader du classement |
| 7                                        | 29 janvier 2016 | HS 109 - 5 km  | Eric Frenzel | Akito Watabe | Fabian Riessle | Fabian Riessle       |
| 8                                        | 30 janvier 2016 | HS 109 - 10 km | Eric Frenzel | Akito Watabe | Fabian Riessle | Eric Frenzel         |
| 9                                        | 31 janvier 2016 | HS 109 - 10 km | Eric Frenzel | Akito Watabe | Fabian Riessle | Eric Frenzel         |
| Vainqueur des Trois Jours : Eric Frenzel |                 |                |              |              |                |                      |
|                                          |                 |                |              |              |                |                      |

| Étape | Date           | Épreuve        | Vainqueur          | Deuxième     | Troisième    | Leader du classement |
| ----- | -------------- | -------------- | ------------------ | ------------ | ------------ | -------------------- |
| 10    | 6 février 2016 | HS 134 - 10 km | Jarl Magnus Riiber | Akito Watabe | Eric Frenzel | Eric Frenzel         |

| Étape | Date            | Épreuve        | Vainqueur      | Deuxième     | Troisième          | Leader du classement |
| ----- | --------------- | -------------- | -------------- | ------------ | ------------------ | -------------------- |
| 11    | 9 février 2016  | HS 140 - 10 km | Jørgen Graabak | Eric Frenzel | Jarl Magnus Riiber | Eric Frenzel         |
| 12    | 10 février 2016 | HS 140 - 10 km | Eric Frenzel   | Akito Watabe | Jørgen Graabak     | Eric Frenzel         |

| Étape | Date            | Épreuve                             | Vainqueur                                     | Deuxième                                    | Troisième                                      | Leader du classement |
| ----- | --------------- | ----------------------------------- | --------------------------------------------- | ------------------------------------------- | ---------------------------------------------- | -------------------- |
| 13    | 19 février 2016 | HS 100 - 10 km                      | Eric Frenzel                                  | Akito Watabe                                | Jan Schmid                                     | Eric Frenzel         |
| 14    | 20 février 2016 | Sprint par équipe HS 130 - 2x7,5 km | Allemagne I- Johannes Rydzek - Fabian Riessle | Autriche I- Bernhard Gruber - Lukas Klapfer | Autriche II- Franz-Josef Rehrl - Philipp Orter |                      |
| 15    | 21 février 2016 | HS 100 - 10 km                      | Fabian Riessle                                | Eric Frenzel                                | Akito Watabe                                   | Eric Frenzel         |

| Étape | Date            | Épreuve        | Vainqueur       | Deuxième     | Troisième      | Leader du classement |
| ----- | --------------- | -------------- | --------------- | ------------ | -------------- | -------------------- |
| 16    | 23 février 2016 | HS 127 - 10 km | Johannes Rydzek | Akito Watabe | Wilhelm Denifl | Eric Frenzel         |

| Étape | Date            | Épreuve                             | Vainqueur                               | Deuxième                                 | Troisième                                  | Leader du classement |
| ----- | --------------- | ----------------------------------- | --------------------------------------- | ---------------------------------------- | ------------------------------------------ | -------------------- |
| 17    | 26 février 2016 | Sprint par équipe HS 134 - 2x7,5 km | Norvège I- Magnus Krog - Jørgen Graabak | Allemagne I- Tobias Haug - Tino Edelmann | France I- François Braud - Maxime Laheurte |                      |
| 18    | 27 février 2016 | HS 134 - 10 km                      | Bernhard Gruber                         | Eric Frenzel                             | Jørgen Graabak                             | Eric Frenzel         |
| 19    | 28 février 2016 | HS 134 ⁰- 10 km                     | Magnus Krog                             | Jørgen Graabak                           | Fabian Riessle                             | Eric Frenzel         |

| Étape | Date        | Épreuve                    | Vainqueur                                                        | Deuxième                                                                   | Troisième                                                                         | Leader du classement |
| ----- | ----------- | -------------------------- | ---------------------------------------------------------------- | -------------------------------------------------------------------------- | --------------------------------------------------------------------------------- | -------------------- |
| 20    | 4 mars 2016 | Par équipe HS 106 - 4x5 km | Norvège- Magnus Moan - Jan Schmid - Magnus Krog - Jørgen Graabak | Allemagne- Manuel Faisst - Eric Frenzel - Johannes Rydzek - Fabian Riessle | Autriche- Bernhard Gruber - Bernhard Flaschberger - Lukas Klapfer - Philipp Orter |                      |
| 21    | 5 mars 2016 | HS 106 - 10 km             | Eric Frenzel                                                     | Jan Schmid                                                                 | Akito Watabe                                                                      | Eric Frenzel         |
| 22    | 6 mars 2016 | HS 106 - 15 km             | Jørgen Graabak                                                   | Fabian Riessle                                                             | Lukas Klapfer                                                                     | Eric Frenzel         |